# Зекендорф, Эрих фон
Эрих фрайхерр фон Зекендорф (нем. Erich Freiherr von Seckendorff; 21 июня 1897, Гориция, графство Горица и Градишка Австро-Венгрия — 23 сентября 1944, Лагард Франция) — немецкий генерал-майор, командир танковых частей во Второй мировой войне, барон.

## Биография
Эрих Эрвин Генрих Август фон Зекендорф родился 21 июня 1897 года в городе Гориция, Австро-Венгерской империи в семье Эгона Зекендорфа, представителя старинного баронского рода Зекендорфов.
Со 2 августа 1914 года участвовал в начале Первой мировой войны, как фанен-юнкер в прусской королевской армии. Направлен в 5-й драгунский полк Фридриха фон Мантейфеля (г. Хофгайсмар) 22-й кавалерийской бригады 22-й дивизии XI армейского корпуса рейхсвера, где вскоре получил чин прапорщика.
5 июля 1915 года произведён в лейтенанты без патентов, и служил в качестве офицера эскадрона. Награждён Железным крестом 2-го класса и Железным крестом 1-го класса.
После войны, был направлен лейтенантом в 1-й кавалерийский полк. После сокращения армии в 1920 году, остался на службе офицером 1-го кавалерийского полка и 16-го полка.
В июле 1925 года был произведен в обер-лейтенанты.
В 1929 году принял командование кавалерийской школой в Ганновере.
1 ноября 1930 года был назначен командиром эскадрона 16-го кавалерийского полка, где был произведён в капитаны в 1931 году.
С созданием вермахта в конце 1934 года был назначен штаб-офицером в Эрфурте. Командовал 1-м батальоном, где был произведён в майоры в 1936 году.
12 октября 1937 года назначен командиром 4-й роты 4-го Кавалерийско-мотоциклетного полка в Изерлоне.
Произведён в подполковники.
В марте 1939 года принял командование 6-м батальоном мотоциклистов.
В начале Второй мировой войны его подразделение отправляется в Польшу.
В октябре 1939 года его подразделение вошло в состав 6-й танковой дивизии перед отправкой на Западный фронт.
В августе 1940 года принимает командование 114-м полком.
4 сентября 1940 года награждён Рыцарским крестом Железного креста.
Отправленный со своим полком в Восточную Пруссию, готовил войска для следующей кампании.
22 июня 1941 года полк подполковника Зенкендорфа в составе 6-й танковой дивизии участвовал во вторжении в Советский Союз в танковой группе Гёпнера (группа армий «Север»). Перед вторжением полк был реогранизован в боевую группу, которая была названа по имени её командира Зекендорфа — боевая группа «Зекендорф». Осенью 1941 года его подразделение было переведено на центральный участок Восточного фронта. 1 февраля 1942 года произведён в полковники.
В апреле 1943 года принял командование одиннадцатой танковой группой в Магдебурге.
В январе 1944 года также принял на себя командование десятой танковой группой.
В конце лета 1944 года командовал вновь сформированной 113-й танковой бригадой на полевых учениях. Бригада была срочно переброшена на фронт в регион Кольмар-Бельфор несколько дней спустя. 

21 сентября 1944 года, его бригада в составе 58-го танкового корпуса направлена в Лотарингию, к югу от Арракура.
Убит в бою 23 сентября 1944 года в Лагарде (Мозель, Франция).
1 октября 1944 года произведён в генерал-майоры с 1 сентября 1944 года (посмертно).

## Награды
В Первую мировую войну:
- Железный крест 2-го класса
- Железный крест 1-го класса
- Почётный крест Первой мировой войны 1914/1918

Во Вторую мировую войну:
- Пряжка к Железному кресту 2-го класса
- Пряжка к Железному кресту 1-го класса
- Рыцарский крест Железного креста

## Примечание
В советской и российской историографии Эрих фон Зекендорф известен как командир боевой группы «Зекендорф», на участке наступления которой летом 1941 года под Расейняем (Литовская ССР, СССР) встретился советский танк КВ-1, который упорно держал оборону несколько дней.